# Mongolia en los Juegos Olímpicos de Sídney 2000
Mongolia estuvo representada en los Juegos Olímpicos de Sídney 2000 por un total de 20 deportistas, 12 hombres y 8 mujeres, que compitieron en 6 deportes.
El portador de la bandera en la ceremonia de apertura fue el yudoca Badmaanyambuugiin Bat-Erdene. El equipo olímpico mongol no obtuvo ninguna medalla en estos Juegos.